# HD 7157
HD 7157，又名BD+60 186，SAO 11637、HR 354，是一颗恒星，视星等为6.41，位于銀經125.5，銀緯-1.06，其B1900.0坐标为赤經1h 6m 48.3s，赤緯+61° -1.06′ 31″。